# Isokostengerade

Isokostengerade

In der Mikroökonomie ist die Isokostengerade (Isokostenlinie, Isotime) im Faktordiagramm der geometrische Ort aller Kombinationen von Faktormengen, die zu gleich hohen Kosten führen. Was in der Produktionstheorie mit der Isokostengerade abgebildet wird, ist mit der Budgetgeraden in der Haushaltstheorie zu vergleichen.
Die Lage der Isokostengerade wird durch die (gegebenen) Kosten sowie die Faktorpreise bestimmt. Die Isokostengerade ist ein wichtiges Hilfsmittel bei der Bestimmung der Minimalkostenkombination.

## Berechnung der Isokostengerade
Bei der Berechnung der Isokostenlinie wird der vorgegebene Preis einer Produktionsfaktorenkombination (Beisp: 300 Geldeinheiten, GE, für 100 Tische) durch die jeweiligen Preise der Faktoren Betriebsmittel, also Kapital, (Beisp: 100 GE pro ME, Mengeneinheit) und Arbeit (Beisp: 200 GE pro ME) geteilt. Der Umstand mit den Tischen ist nur mittelbar wichtig, da es nur um die Kosten geht, nicht um den Output, der sich aus den Kombinationen ergibt (siehe Isoquante).
Dabei ergibt sich der Abszissenwert (x-Achse) aus dem Wert des Faktors Betriebsmittel und der Ordinatenwert (y-Achse) aus dem Faktor Arbeit (Beisp: 300 : 100 = 3, damit ist bei 3 der Abszissenabschnitt; 300 : 200 = 1,5, somit ist bei 1,5 der Ordinatenabschnitt. Die Linie, die von 3 auf der x-Achse zur 1,5 auf der y-Achse gezogen werden kann, wäre dann die Isokostenlinie). 